# Parc provincial de Grand Beach
Le parc provincial de Grand Beach (anglais : Grand Beach Provincial Park) est un parc provincial du Manitoba situé à St. Clements (en) et à Alexander, près de la communauté de Grand-Marais (en). Localisé au sud-est du lac Winnipeg, il protège l'une des plages les plus populaires de la province, une lagune ainsi que des dunes. Il a une superficie de 24,9 km2 et il a été créé en 1961. Il est administré par la division des Parcs et réserves naturelles du ministère de la Conservation et de la Gestion des ressources hydriques.